# Szerb Antal Gimnázium
A Szerb Antal Gimnázium az Észak-Pesti Tankerületi Központ által fenntartott középiskola Budapest XVI. kerületében, Cinkotán. Szerb Antal nevét a kerület 118/1969. számú határozata alapján vette fel, ami 1970 februárjában lépett hatályba. Az épület a Magyar Gazdaasszonyok Országos Egyesülete Leányárvaháza és Nevelő intézete számára épült, később állami bérletben a Pozsonyi Magyar Királyi Állami Tanítónőképző működött benne. Az államosítást (1947) követően egy időben (2016-ig) a kerületi Önkormányzat működtette.

## Megközelíthetősége
A XVI. kerületi Batthyány Ilona utca 12. szám alatt található.
Gépkocsival a centrum felől a Veres Péter úton Cinkotáig, majd jobbra a Vidámvásár utcáról. Gödöllő, Kerepes, Kistarcsa (3-as főút) felől a városhatár utáni első közlekedési lámpánál balra a Gazdaság úton. Az M0-s autópálya felől a Cinkota/Nagytarcsai lejárótól a centrum felé a Nagytarcsai útról.
Tömegközlekedéssel az Örs vezér teréről a 45-ös autóbusszal (Batthyány Ilona utcai megálló), vagy a H8-as és H9-es HÉV-ekkel Ilonatelep megállóhelyig (kb. 900 m), majd gyalog a Gazdaság úton; esetleg a kerület belső része felől a 92-es busszal (Batthyány Ilona utcai megálló).

## Története

### Előzmények
Az iskola nem helyi kezdeményezés eredménye, de nem is állami megbízás alapján épült. Az 1860–61-es években a nemesség és a nagypolgárság hölgyei megalapították a Magyar Gazdaasszonyok Országos Egyesületét. A mindinkább kikristályosodó fő törekvése az volt, hogy "hazánk bármely osztályának szegény sorsra jutott leányai tiszta erkölcsű, gondos, ügyes háziasszonyokká képeztessenek ki". 1866 nyarán megnyitottak Budapesten a Damjanich (akkor Háromdob) utcában egy árvaleányházat, ami árvaház és elemi iskola is volt egyben. Egy-két évtized alatt azonban az intézmény túl szűkösnek és korszerűtlennek bizonyult. 1876-ban még bővítették az épuletet, ezt követően már azonban a század végére a főváros területén nem volt sem anyagi erejük felépíttetni egy megfelelő új iskolát, sem pedig a kellő terület nem állt rendelkezésükre. Így először a budai hegyvidéken akartak építkezni.
Özvegy Beniczky Gáborné Batthyány Ilona (1842–1929) javaslatára azonban Cinkotán kezdődhetett meg az építkezés, közvetlenül a Beniczky-Batthyány-kúria és park melletti olcsó telken, mivel időközben elhalt férje, Beniczky Gábor (1852–1894) végakaratának (1892) értelmében – miszerint felesége életében még használhatta, majd halála után az általa meghatározott jótékony célnak adandó át korán elhunyt kisleányuk, Lea emlékének és sírjának fenntartása céljából – a község belterületén fekvő ősi Beniczky kúria és park (melyben a grófnő haláláig lakott), továbbá a „belsőségen levő egyéb épületek” tulajdonára öröklési szerződést (1901) kötött az egyesülettel. Erre az egyesület egyik nagy alapítójának, édesanyjának, Zichy Antóniának (1816–1888) emléke is
ösztönözte.

### A cinkotai iskola
1906 augusztusában költözött be az árvaház és nevelőintézet a cinkotai új épületbe. A fővárosból kiköltözéssel azonban fizetéses, félfizetéses bentlakók nagy részét elvesztette, sőt még alapítványi helyeken levő növendékei közül is néhányan kiléptek. A jótékonysági egyesület szempontjából túlméretezett, központi fűtéssel, vízvezetékkel ellátott 150 növendékre számított szépen berendezett új árvaház a kezdeti időkben félig üresen állott, ami a kimerített pénztár miatt is nagy problémát jelentett. Özv. gróf Batthyány Gézáné ötletére az 1908/909. iskolaév elejétől kezdve gróf Andrássy Gyula belügyminiszter igen kedvezményes áron 75 helyet létesített a cinkotai intézetben jegyzők leánygyermekei számára. Noha anyagilag ez tovább rontotta a helyzetet, az egyesület vezetőségét és tagjait megnyugtatta az a tény, hogy az épületet teljes erkölcsi haszonnal üzemeltették. 1910-ben így 155 bentlakásos és 25 bejáró növendéke volt az intézménynek, ahol a növendékek hatosztályos elemi, négyosztályos polgári iskolai és két szakra osztott továbbképző ipari kiképzés folyt. Tanrendjében volt női kézimunka-, ruha- és fehérneművarró-, háztartás és háziipari tanfolyam, főzés, kenyérsütés, szabás, varrás, fonás, szövés, gépvarrás, csipkeverés, de zongora, angol és francia nyelv, tánc és illemtan oktatás is. A tanítónők és nevelőnők mind bentlakók voltak, így a tanórákon kívül is állandóan foglalkoztak a növendékekkel. 1912-ben nagyobb sajtóvisszhangot keltett, hogy Zichy Sarolta grófnő és Wehner József egyesületi titkár átszervezte a tanfolyamokat és a tantestületet, minden addigi tanerőnek felmondva – a hét tanítónő és az igazgatónő a felmondólevelükben foglaltak miatt becsületsértés címén bűnvádi feljelentést is tettek a gödöllői járásbíróságon.
Az első világháború kitörésével az egyesület bővítette tevékenységi körét és a tagok egy lelkes csoportja hadi jótékonysági munkát végzett, ami miatt kevesebb jutott az iskolának is. A nevelőintézet 1919-ig eredeti formájában, mint elemi és polgári, illetve továbbképző iskola működött. Anyagi forrásai azonban kiapadóban voltak, a túlméretezett intézmény és az 1918-as, 1919-es évek eseményei csaknem az összeomlás szélére sodorták az egyesületet.

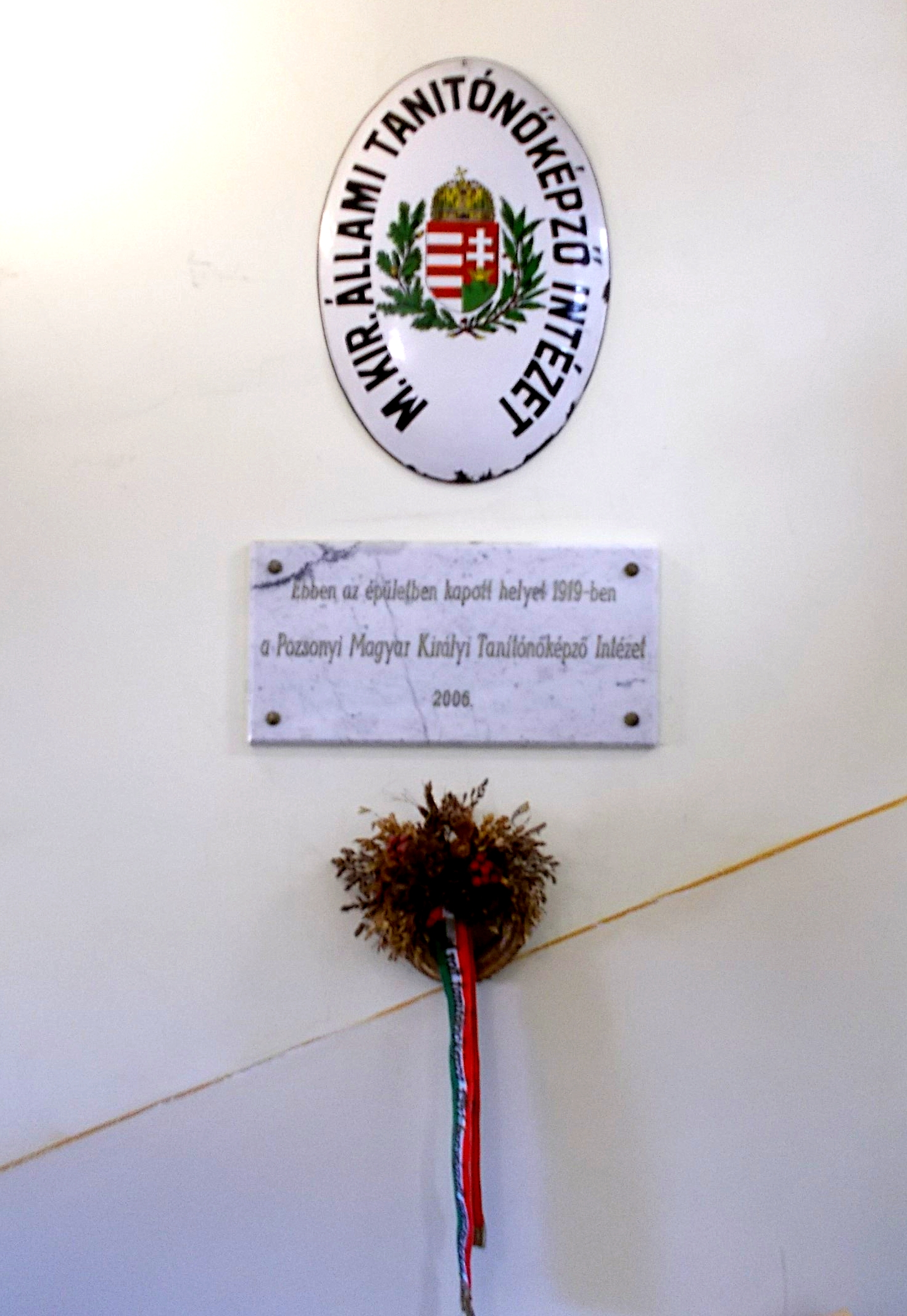
Pozsonyi Magyar Királyi Állami Tanítónőképző táblája, alatta egy 2006-os emléktábla a bejárati lépcsőházban

1919-ben Zichy Sarolta grófnő megkereste Tabódy Idát, a pozsonyi tanítónőképző-intézet igazgatóját, aki az egyesület tanügyi bizottsági és választmányi tagjaként, már 1913 óta végzett ellenőrző látogatásokat az intézet internátusi és pedagógiai rendjének irányítása céljából az intézetében. Javaslatára a Magyar Gazdasszonyok Országos Egyesülete a cinkotai nevelőintézet épületét bérbe adta a Vallás- és Közoktatásügyi Minisztérium pozsonyi tanítónőképző-intézet elhelyezésére, amelyet az akkor ellenséges hatalom Pozsonyból távozásra kényszerített. Így az egyesület vagyona is megmaradt és a régi tradíciók alapján új formában folytathatta működését. Húsz pártfogoltját is tovább neveltethette, ezenkívül lehetősége nyílt arra, hogy más intézetekben is képeztethette a nehéz gondokkal küzdő érdemes magyar családok leányait. Még jó ideig a Pozsonyi Magyar Királyi Állami Tanítónőképző gyakorlóiskolája volt a neve, majd az 1920-as években lassan áttértek a Cinkotai Állami Tanítónőképző névre. Tabódy igazgatónő nagy hangsúlyt fektetett az előkelő társadalmi személyiségekkel való kapcsolattartásra, építésre. Így például Bartók Béla, akinek édesanyja a pozsonyi képző gyakorló iskolájának tanára volt 1914-es nyugdíjazásáig, 1934-ben először Pozsonyban, majd itt adott hangversenyt. De az 1920–1930-as években megfordult a kor szinte jeles személyisége az épületben. 1929-ben, Batthyány Ilona grófnő halálakor, ahogy azt korábban kikötötték, az iskola megkapta a parkot, amit addig az állam bérelt.
A második világháború mély nyomokat hagyott maga után. 1941 után, hogy a diákokat megvédjék, mivel sem az államnak, sem az intézménynek nem volt pénze a parkban egy szabályos légópince kialakítására, az alagsort alakították óvóhellyé. 1944-ben a park – eredetileg Batthyány Ilona grófnő – kastélya leégett, az iskolaépületet pedig katonai célokra foglalták le, növendékeit, tanárait különböző intézményeknél helyezték el – de az iskola fennállása óta, még a nevelő és később a tanítóképző intézetben is fontos szerepet játszó énekkara 1948-ban e körülmények között is első helyezést tudott elérni a budapesti nemzetközi munkás-dalosverseny keretében a női kórusok versenyében. 1946–1949 között az intézményalapító Magyar Gazdasszonyok Országos Egyesülete közgyűlése feloszlott, majd az egyesület is megszűnt. 1947 nyarán – miután államosították – kezdődött meg az épület helyreállítása, hogy újra oktatási célokra használhassák – amire az úgynevezett hároméves tervben 128 000 forintot fordítottak. Az iskola (ekkor Cinkotai áll. Tanítónőképző Intézet) és a kollégium szétválasztása is ekkor kezdődött. Utóbbi Kossuth Zsuzsa áll. közgazdasági Leánydiákotthon néven önálló intézmény lett. Ezután az iskola egy kisiskolával bővült (Batthyány Ilona u. 40., amit 1992-ben az eredeti tulajdonos, az evangélikus egyház visszakapott – 1997 óta az Evangélikus Missziói Központ működik benne).
1952-től a Teleki Blanka Tanítóképző nevet vette fel az intézmény. Ezután nem sokkal Mohayné Katanics Mária – aki működésének 7 éve alatt zenepedagógiai téren országos
fogalommá vált az intézmény – megalakította a 24 tagú úgynevezett „Bicinia-kórust”, akikkel rádiófelvétel is készült és akiket Lajtha László is felkért közös munkára. 1955-től 12 évfolyamos iskolává alakult át, miközben még párhuzamosan működött benne a középfokú tanítóképző is, ami az 1950-es években fokozatosan megszűnt, és az utolsó évfolyam 1959-ben végzett, majd Általános Leánygimnáziumként, 1961-től pedig cinkotai 12 évfolyamos iskolaként működött. 1960–1961-ben a park öt és fél holdas területéből 1900 négyszögölön a Cinkotai Általános Iskola 11 hónap alatt felépült, és fokozatosan átvette a 12 évfolyam alsóbb 8 évfolyamának képzését. 1965-ben már Cinkotai Általános iskola, Gimnázium és Batthyány Ilona Leánykollégium az intézmény neve. Eközben a gimnáziumban tagozatos osztályokat alakítottak ki (kezdetben politechnikai képzést kaptak a diákok, majd – a budapesti gimnáziumok között egyik elsőként – kémia-biológia, később nyelvi tagozat is alakult). 1969-ben a XVI. kerületi iskola az MTS (Magyar Testnevelési és Sportszövetség) által alapított, „A testnevelés és sport fejlesztéséért” elnevezésű elismerő jelvényt kapott, mivel 300 ezer forint értékű atlétikai, röp- és kézilabdapályát építettek, amiket maguk is gondoztak.
A Cinkotai Gimnázium és Batthyány Ilona Leánykollégium a XVI. kerületi Tanács végrehajtó bizottságának 118/1969. számú határozata alapján vette fel Szerb Antal nevét. A Kulturális Minisztérium 1977 szeptemberében adományozta Vilt Tibor szobrászművész Szerb Antalról készített mellszobrát az intézménynek, melyet a parkban állítottak fel. A kollégiumot 1985-ben szüntették meg, mivel arra, az iskolák körzetesítése miatt már nem volt szükség. 1994-től minden évben egyhetes balatoni gólyatábort szerveznek, 1996 óta pedig évente megrendezett „Tehetségkutató Gálán” mutathatják meg a diákok kiemelkedő képességeiket a művészetek különböző területein.
1992 óta működik az Primavera Kamarakórus, mely már önálló CD lemezzel büszkélkedhet. A gimnázium pedagógusai és a baráti köre által alapított Cinkotai Főnix-Együtt a Tudásért Alapítvány 1992-ben rendezték meg az első Szerb Antal Nosztalgia Délutánt (vagy SZAN-dayt), amit azóta minden év szeptember harmadik szombatján megismételnek. 1997-ben Világhy Árpád készített és adományozott egy Szerb Antal bronz mellszobrot volt iskolájának, amit az épület első emeletén helyeztek el.
1994 óta a négy éves képzés mellett hatévfolyamos, 2004 óta pedig ötévfolyamos angol nyelvi előkészítős képzést is indítottak. A gimnáziumban csoportbontásban tanítják a magyart, a matematikát és az idegen nyelveket.
Az intézmény 2013-ban felvette a Budapest XVI. Kerületi Szerb Antal Gimnázium nevet. 2016. november 30-án alakult meg az Észak-Pesti Tankerületi Központ, így az addig önálló tankerületnek számított kerületi irányítás helyett, ekkortól több kerülettel közös tankerület alá került (az észak-pesti régióba a XV. és a XVI. kerületet vonták össze).
Az iskola díszteremében és parkjában – adottságait kihasználva – kerületi rendezvényeket is tartanak, mint a pedagógusnap, a pedagógiai hét programjai, vagy tanulmányi versenyek.

## Épülete

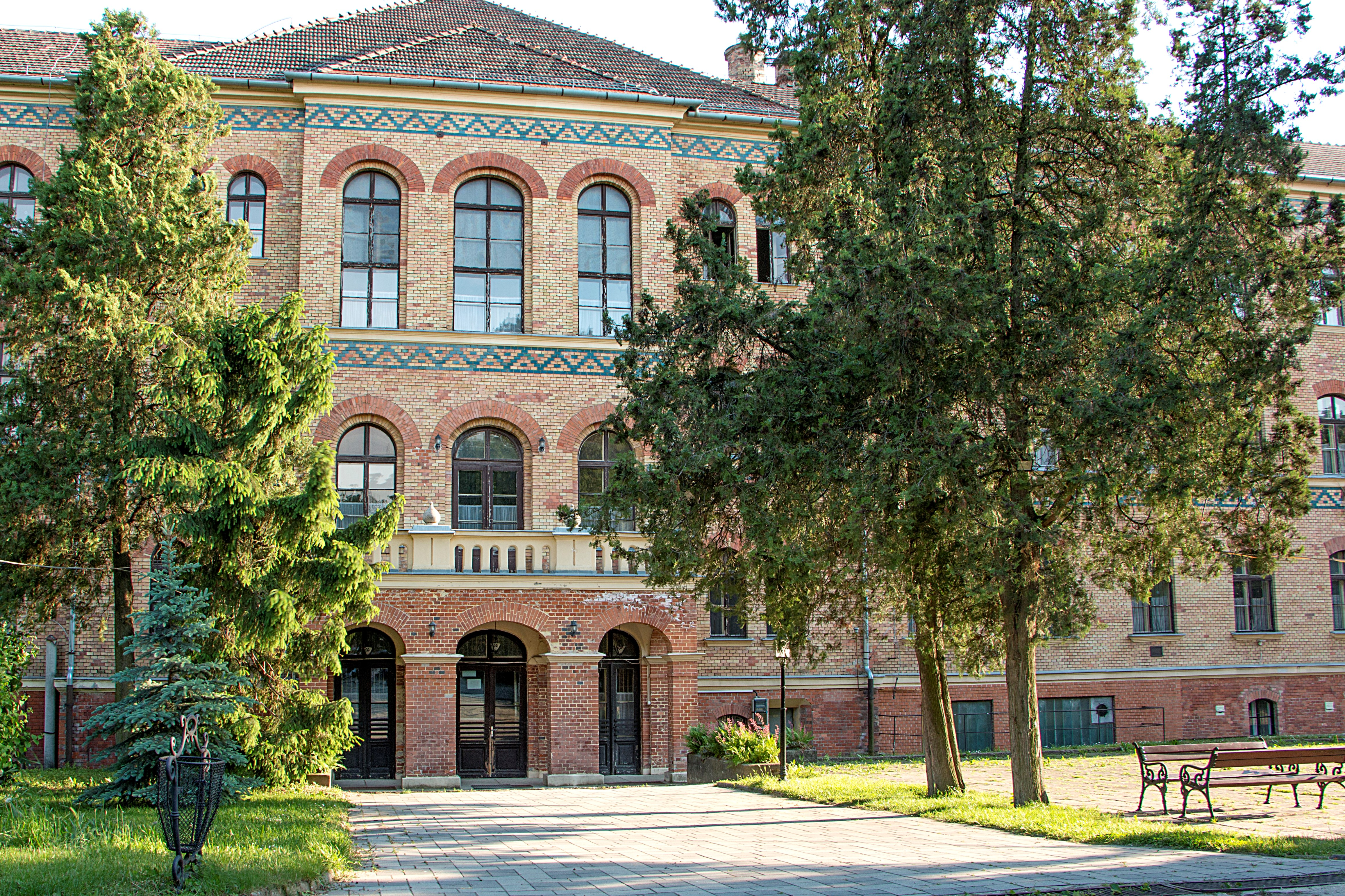
A park felőli bejárat 2017-ben

Az egyesület elnöksége megegyezett Cinkota község elöljáróságával abban, hogy megvesz és lerombol két szalagszerű parasztházat, míg a régi utat az egyik háztelekkel együtt építőtelekül foglalja el és a másik telket, illetőleg a megfelelő területet pedig új út céljaira cserébe adja, mivel így kerülhetett az új árvaház egész hosszában közvetlenül a park mellé. Az épület terveit és kivitelezését Pártos Gyula építészre bízták. A tervezés elhúzódott, az épületet csak 1905-ben kezdték el építeni. A szabadon álló, nagy nyomtatott E alaprajzú kétemeletes, négy szintes (alagsor, magasföldszint, első és második emelet), majdnem 100 méter hosszú épülettömböt 1906 augusztusában adták át. A patinás iskola 150 fő (100–120 növendék) elhelyezésére és ellátására volt alkalmas. Az intézet telkén a hátsó konyhakertben az egyesület Dittler-féle szennyvíztisztító telepet rendeztetett be a szenny- és pöcevizek derítésére és fertőtlenítésére, melyek ezeken a folyamatok után jutottak az emésztő aknába. Az építés és felszerelés 450 000 koronába került. Az építőmunkák fővállalkozója Koch Károly építőmester volt, a vízvezetéket, csatornázást és központi fűtést Szepessy Sándor cége, a központi világítást, a világító testeket Heuffel Sándor mérnök rendezte be, a telefont, villámhárítót és villamos jelzőt Orosz és Kállay cég, a szennyvíztisztító telepet pedig a Szennyvíz-tisztító vállalat Részvénytársaság rendezte be. A bútorozást, az ágy- és fehérneműket Palágyi Gyula; a takaréktűzhelyt Lakos Lajos, míg a kerti munkákat Szabó Mihály mátyásföldi egyesületi kertész készítette.

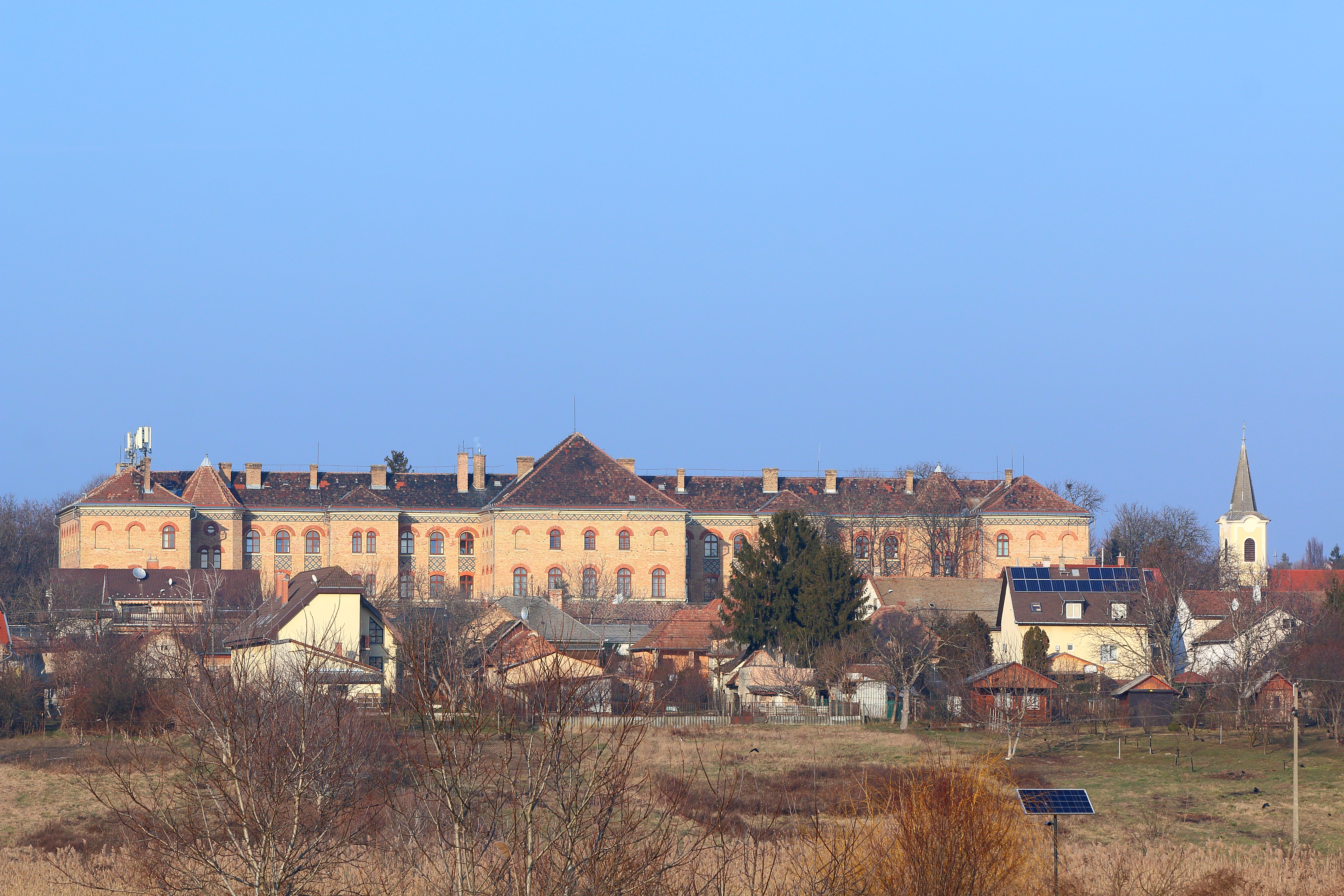
A gimnázium déli homlokzata 2020 januárjában Mátyásföldről

Főbejárata a keleti homlokzatán helyezkedik el, ami a Tabódy Ida térről (2011-ig Bajcsy-Zsilinszky) közelíthető meg. A túloldali kijáraton játszó tér, illetőleg a gazdasági udvar és konyhakert kapott eredetileg helyet. A homlokzatokat teljes egészében vörös téglaburkolat fedi. Az alaprajzi elrendezés kéttraktusos. Középen az iskolaudvarról indul a központi lépcsőház – mely bejáratát szánta a tervező főbejáratul, ha a kertet megkapja az iskola. E csarnok födémjét terasz szerűen képezte ki az első emeleten. Ezen, a park felőli oldalon helyezkednek el az osztálytermek, amelyekbe a hosszú, déli homlokzaton végignyúló közlekedő folyosókról lehet bejutni. Ezen, a központi lépcsőházzal szembeni homlokzaton erőteljesen kiülő középrizalitban különböző nagyméretű termek nyílnak. Ez a homlokzatszakasz még két-két helyen törik meg: a belső kiugró részek a mosdóhelyiségeket, a sarokrizalitok pedig az oldalsó lépcsőket rejtik magukban. A sarokrizalitokkal metsződő tömbök (a keleti és nyugati) is kéttraktusos elrendezésűek, ahol a déli oldali közlekedő folyosókra merőleges folyosóról nyílnak a termek, illetve az első emeleten a főbejárat fölött a tanári, az igazgatóság, és a titkárság szobái, a túloldalon pedig a könyvtár.
A második világháború alatt az épület alagsorát – ahol azelőtt nagy-és kis ebédlő, konyha, mosogató, kamra, vasaló, mosókonyha, ruhaszárító, szénkamra voltak – óvóhellyé alakították, a falakat boltívekkel erősítették meg. 1944-től 1947 nyaráig katonai célokra használták. Ezután kezdődött meg az épület helyreállítása. Az alagsorban ekkortól tantermeket, valamint az iskola kiszolgáló helyiségeit (például takar tó, gázkazán) alakítottak ki. 1962–1963-ban a 3. sz. Építőipari Vállalat ötmillió forintos tatarozás, felújítási munkálatokat végezett az épületen.
A második emeleten 1985-ig végig a hálótermek helyezkedtek el, melyek mindegyikéhez tartozott egy mosdó, és egy bentlakó felügyelő tanítónő szobája. Ezeket is mind tantermekké alakították. 1986–87-ben egy sportcsarnokot toldottak az épület nyugati tömbjéhez, amit az alagsorban elhelyezett zuhanyozó- és öltözőblokkokkal egészítettek ki.
Az épület helyi egyedi védelem alatt áll.

## Az iskola igazgatói
Magyar Gazdaasszonyok Országos Egyesülete fenntartású nevelési intézmény (Magyar Gazdasszonyok Országos Egyesülete Leányárvaháza és Nevelő intézete alapítva: 1866, cinkotai beköltözés: 1906) – 1919-ig Cinkotai Leányárvaház és Nevelőintézet
- 1880–1906–1912: Sárcsevics Betti
- 1912–1919: Bock Ida[24][25][26]

• állami bérlemény (Pozsonyi Magyar Királyi Állami Tanítónőképző alapítva: 1871, cinkotai beköltözés: 1919) – 1944-ig (utána külsős intézményekben) Pozsonyi Magyar Királyi Állami Tanítónőképző Cinkota / Cinkotai Állami Tanítónőképző
- 1914–1919–1936: Tabódy Ida
- 1937–1949: Medgyesi Zsófia

Állami (egy ideig önkormányzati) fenntartású oktatási intézmény (iskolák államosítása: 1949) – 1952-ig Cinkotai áll. Tanítónőképző Intézet és 1965-ig Kossuth Zsuzsa áll. közgazdasági Leánydiákotthon, 1952–1955 Teleki Blanka Tanítóképző, 1955–1965 Általános Leánygimnázium 1965–1969 Cinkotai Általános iskola, Gimnázium és 1989-ig Cinkotai Leánykollégium, 1969–2013 Szerb Antal Gimnázium, 2013-tól Budapest XVI. Kerületi Szerb Antal Gimnázium
- 1949–1951: Bódi Ferenc
- 1951–1956: Kalmár Ferenc
- 1956–1960: Péner Istvánné
- 1960–1974: Kovács Dénes
- 1974–1983: Halmos László
- 1983–1992: Dr. Kovács Kálmánné
- 1992–2024: Inotai István
- 2024–: Dr. Szepesi Gábor Miklós[28]

## Híres diákjai
Az iskola diákja voltak:
- Rizmajer György (Európa-bajnok birkózó), A gimnázium tanulója volt 2005-től 2009-ig
- Ruszina Szabolcs (színművész), a gimnázium tanulója volt 1986–1990 között
- Varga Balázs (színész), a gimnázium tanulója volt 1998–2002 között
- Maráczi Tamás (szerkesztő, műsorvezető), a gimnázium tanulója volt 1987–1991 között
- Szenthe Gergely (régész, muzeológus), a gimnázium tanulója volt 1995–1999 között
- Szabóné dr. Beke Andrea (bíró), a gimnázium tanulója volt 1991–1995 között
- Tompos Kátya (színésznő), 1995–2001 között a gimnázium hat évfolyamos osztályában tanult
- Kovács Róbert (színész), a gimnázium tanulója volt 1991–1995 között
- Ézsiás Péter (rockzenész, énekes) a gimnázium tanulója volt 1984–1988 között
- Túri Zsuzsa[30] (költő, író, műfordító, szerkesztő, tanár) a gimnázium tanulója volt 1985–1989 között

## Rangsor
|       | 2020 | 2021 | 2022 | 2023 | 2024 | 2025 |
| ----- | ---- | ---- | ---- | ---- | ---- | ---- |
| Rang: | 49   | 40   | 41   | 41   | 28   | 28   |

|       | 2025 |
| ----- | ---- |
| Rang: | 25   |

Az MCC-OH értékelésében a gimnázium 2025-ben a 17. legkeresettebb intézmény a túljelentkezési arány alapján.